# Імперія Сонгаї
Сонгаї, Сонгай, Імперія Гао — середньовічна держава в Західній Африці, яка домінувала в регіоні Сахель впродовж XV–XVI століть. На піку свого розвитку імперія Сонгаї була однією з найбільших країн в історії Африки.

## Історія

### Зародження
Заснована як маленьке королівство не пізніше ІХ—ХІ століття. Протягом XIII століття Гао перетворилося в важливий центр торгівлі і стало приваблювати імперію Малі, яка хотіла збільшитись за рахунок цих багатих територій. Імперія Малі підкорила Гао до кінця XIII століття. Місто залишалось під іноземною окупацією до кінця XIV століття, коли сама імперія Малі почала розпадатись, а Сонгаї повернула над ним владу.

### Розквіт і занепад

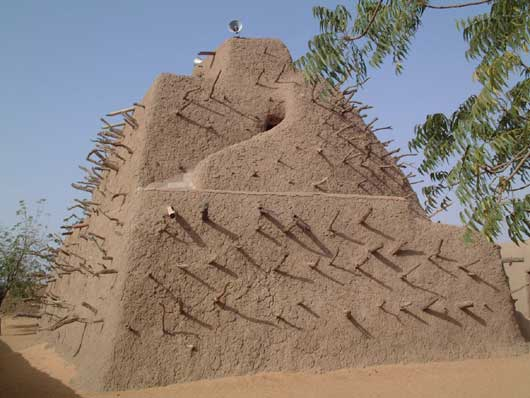
Гробниця Аскія

Ослаблена імперія Малі не могла противитись молодій державі Сонгаї, яка, повернувши Гао, стала проводити агресивну політику щодо сусідів. Влада імператорів Сонгаї поширилась на величезні території, які колись належали Малі. Невдовзі імперія Сонгаї стала домінувати в регіоні. Під владою імператора Сонні Алі (1464–1492) імперія досягла найбільшого розквіту і перевершила всі тогочасні африканські імперії по багатству і впливу. Його син і наступник Сонні Бару (1492-1493) був менш успішним, ніж батько, і правив всього рік, після чого був скинутий з престолу одним з генералів — Мухаммадом Туре (1493-1528; відомий також під іменем Аскія). Аскія здійснив політичні та економічні реформи всієї імперії.
Ряд переворотів наступників Аскія ввели країну в період занепаду і нестабільності. Родичі Аскія спробували керувати державою, але політичний хаос і кілька громадянських війн в межах імперії призвели до подальшого падіння могутності Сонгаї.

### Загибель
Скориставшись однією з громадянських війн, марокканський султан Аль-Мансур у 1590 році відправив армію під керівництвом Джудар-паші для підкорення Сонгаю. Найперше, що цікавило Аль-Мансура, крім територій, були транссахарські торгові шляхи і золоті копальні на території імперії. Після катастрофічної поразки від марокканців в битві при Тондібі 1591 року імперія Сонгаї припинила своє існування і увійшла до складу Марокко. Країною народу сонгаї в майбутньому стало королівство Денді, яке проіснувало до 1901 року.

## Економічний розвиток

Транссахарські торгові шляхи в Західній Сахарі, приблизно 1000-1500 роки

Економічна торгівля існувала по всій імперії. Центральне місце в економіці регіону займали золоті копальні. Імперія була широко відома своєю розвиненою торгівлею як морською, так і транссахарською. Золото, слонова кістка, шкури носорогів та інших африканських тварин були традиційними предметами продажу в Європі та на Близькому Сході.
У Сонгаї були розвинуті ремесла: рибальство, теслярство тощо. Заняття людини визначались родовою приналежністю, оскільки знання про ремесло передавалось від батька до сина: так утворювались цілі клани металургів, шахтарів, теслярів тощо.